# کینگ لیک وست، ویکتوریا
کینگ لیک وست (به انگلیسی: Kinglake West) یک منطقهٔ مسکونی در استرالیا است که در ویکتوریا (استرالیا) واقع شده‌است.